# V-Varen Nagasaki
V-Varen Nagasaki (V・ファーレン長崎 V Fāren Nagasaki?) es un club de fútbol situado en Nagasaki, Japón. Fue fundado en 2004 a partir de la fusión de dos clubes locales, Ariake SC y Kunimi FC. Desde 2013 hasta 2017 jugó en la J2 League, en 2018 consiguió el ascenso a J1 League pero no logró mantener la categoría volviendo a J2 League en 2019.

## Historia

### Primeros años (1985-2004)
El club nació en 2004 para convertirse en el principal equipo profesional de fútbol de la prefectura de Nagasaki, a partir de la fusión de dos clubes locales: el Ariake SC (fundado en 1985) y el Kunimi FC.

### V-Varen Nagasaki (2005-actualidad)
Cambió su nombre por el de V-Varen Nagasaki en 2005. En el nombre hace referencia a los orígenes de Nagasaki como ciudad portuaria: la letra "V" representa tanto la palabra "Vitoria" (victoria, en portugués) como "Vrede" (paz, en neerlandés), mientras que "Varen" significa "navegar" en neerlandés. En ambos casos, se recoge también el origen de los primeros extranjeros de la localidad.
Ese mismo año ingresó en la liga regional de la isla de Kyushu y en 2006 se proclamó campeón. Durante tres años luchó por el ascenso a la Japan Football League (JFL), hasta que lo consiguió en 2008 al terminar segundo en la promoción.
El equipo se inscribió como "miembro asociado de la J. League" en 2009 y después de un undécimo puesto en su primer año, quedó en quinta posición en los dos siguientes, a las puertas del ascenso a la segunda división. Finalmente, logró subir en 2012 como campeón de la JFL. En 2013 se estrenó en la J2 League con Takuya Takagi, exfutbolista y natural de Nagasaki, como entrenador.
En la temporada 2017 el V-Varen logró el ascenso a J1 League, la máxima categoría.

## Estadio

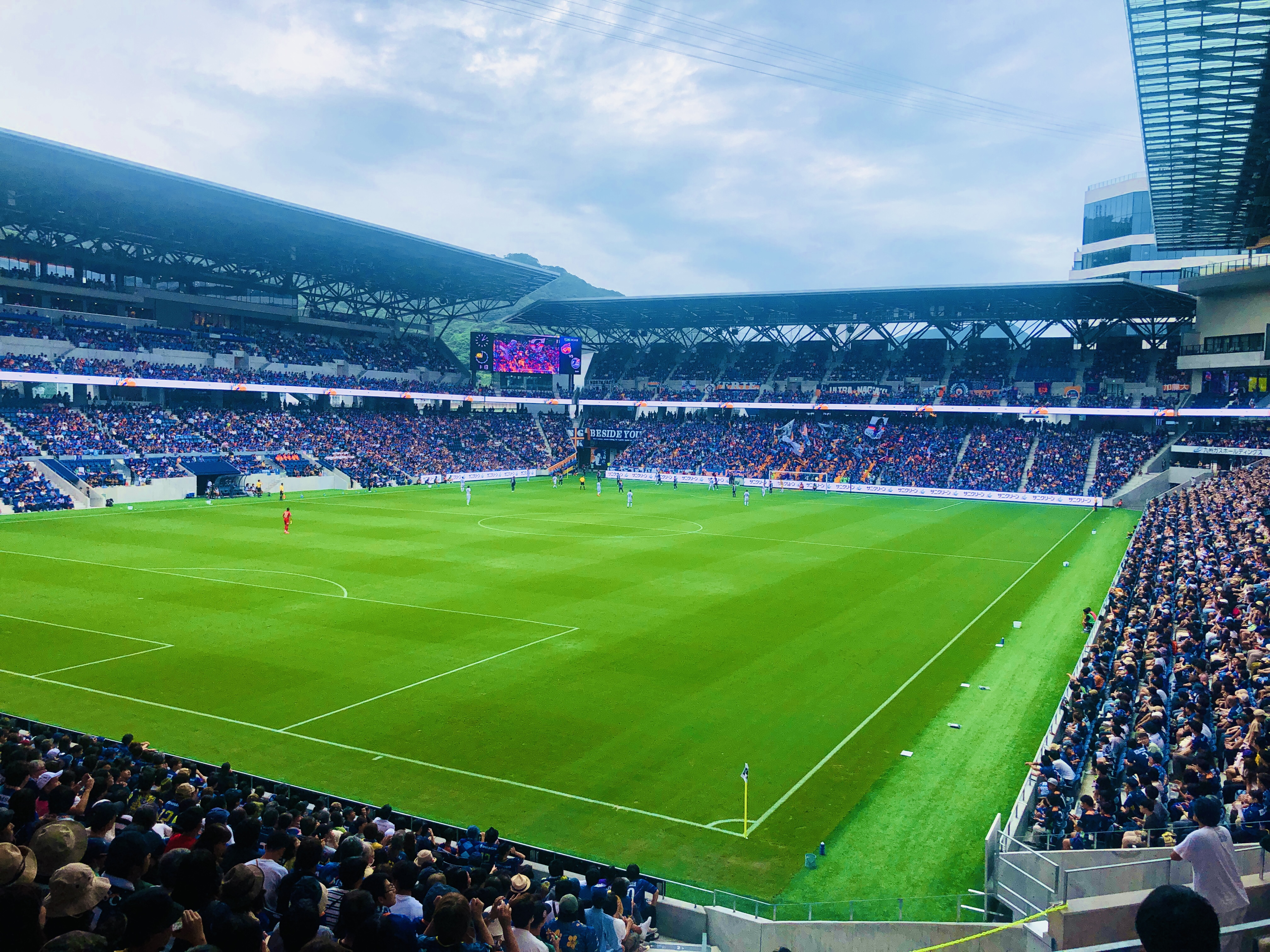
der

V-Varen disputa sus partidos como local en el Peace Stadium Connected by Softbank, el cual fue inaugurado en 2024. El campo de juego de césped natural se destaca por su cercanía con las tribunas, con apenas cinco metros de distancia y por ser el primer estadio en Japón en contar con un hotel integrado. Más del 70% de las 243 habitaciones del mismo permiten la visibilidad hacia el campo de juego.
Previamente, el club disputaba sus encuentros en el Estadio de Atletismo de Nagasaki.

## Jugadores

### Jugadores en préstamo
| Prestados |       |     |            |         |                  |
| 22        | JPN ! | MED | Koya Okuda | 30 años | Zweigen Kanazawa |

### Jugadores destacados
| Japón - Dai Takeuchi - Kazuyuki Otsuka (2006, 2008-2010) - Junya Yamashiro (2009-2012) |

## Entrenadores

### Era amateur
| Entrenador | País  | Periodo |
| ---------- | ----- | ------- |
| Souji Ueki | Japón | 2004    |

### Era profesional
| Entrenador            | País  | Periodo       |
| --------------------- | ----- | ------------- |
| Fumiaki Iwamoto       | Japón | 2005-07       |
| Ryusuke Ofuchi        | Japón | 2007          |
| Fumiaki Iwamoto       | Japón | Marzo de 2007 |
| Yoshinori Higashikawa | Japón | 2008-09       |
| Takeshi Okubo         | Japón | Junio de 2009 |
| Fumiaki Iwamoto       | Japón | Julio de 2009 |
| Toru Sano             | Japón | 2010-12       |
| Takuya Takagi         | Japón | 2013-18       |
| Makoto Teguramori     | Japón | 2019-         |

## Rivalidades
Derbi de Kyushu
El derbi de Kyushu considera a todos los enfrentamientos de los clubes de la región de Kyushu con excepción del derbi de Fukuoka, es decir que en el participan el Avispa Fukuoka, Giravanz Kitakyushu, Sagan Tosu, V-Varen Nagasaki, Roasso Kumamoto, Oita Trinita y Kagoshima United.
Partido por la Paz
El partido por la paz enfrenta al Sanfrecce Hiroshima y al V-Varen Nagasaki conmemorando los bombardeos atómicos de Hiroshima y Nagasaki, este encuentro solo se ha llevado a cabo 2 veces, durante la temporada 2018 donde ambos equipos compartieron división.

## Palmarés
- Japan Football League (JFL) (1): 2012
- Liga Regional de Kyushu (1): 2006
- Copa Nacional Amateur Japonesa (1): 2006